# Halgal halbal – dobbelt live
Halgal halbal – dobbelt live er det første livealbum fra den danske rockmusiker Johnny Madsen, udgivet i 1992.

## Numre

### 1. del
1. "Chinatown, yellow moon og den sorte fugl" [live] – 3:59
2. "Halgal halbal" [live] – 4:33
3. "Æ kør' o æ motorvej" [live] – 4:56
4. "Færgemanden" [live] – 4:23
5. "Johnny vær go'" [live] – 6:38
6. "Langerhuse blues" [live] – 3:19
7. "Stjernenat" [live] – 4:26
8. "Nattegn" [live] – 4:09
9. "Æ møt her te' en bal" [live] – 2:23
10. "One Man Band" [live] – 5:14
11. "Midnatsbus boogie" [live] – 3:51

### 2. del
1. "Heroes" [live] – 4:30
2. "Sergei og Johnny" [live] – 5:04
3. "Morgenblues" [live] – 3:51
4. "Manden med stråhatten" [live] – 3:38
5. "Billy og Villy" [live] – 3:41
6. "Vinden vender" [live] – 4:21
7. "Maden på risten" [live] – 4:24
8. "D-Mark blues" [live] – 7:05
9. "Hjemad" [live] – 4:29